# Kääriänsaari
Kääriänsaari är en ö i Finland. Den ligger i Kiminge älv och i kommunen Uleåborg i den ekonomiska regionen  Uleåborgs ekonomiska region  och landskapet Norra Österbotten, i den centrala delen av landet, 500 km norr om huvudstaden Helsingfors. Öns area är 3,81 kvadratkilometer och dess största längd är 4,1 kilometer i öst-västlig riktning.